# 胡胤嘉
胡胤嘉（1570年—1614年），字休复，浙江杭州府仁和縣竈籍，塘栖青林村人。

## 生平
万历三十四年（1606年）丙午科浙江乡试亚魁，四十一年（1613年）癸丑科進士，考选庶吉士，入史馆，逾年病卒于京邸。著有《柳堂集》十三卷。

## 家族
從父胡心得，嘉靖四十四年进士，官至抚治郧阳右副都御史。父胡玄敬。